# 2016年欧洲足球锦标赛转播权
2016年欧洲足球锦标赛赛事将透过全球电视和电台转播，IMG负责赛事的空中和海上转播。